# 當別町營軌道
当别町營軌道是曾經位於北海道石狩郡當别町的簡易軌道。

## 概述
太平洋战争结束后，当别町北部的青山奥地区成為指定紧急移居点，所以沿着当别川興建簡易軌道以保障該地區的交通，以便輸入農業用品與輸出農作與木材 。
本軌道於1947年動工，原計畫興建長48公里的路線至青山四番川，但後來改變了計畫。1949年，当别停留所至青山中央停留所區間通車，之後經過多次延伸，於1952年通車至大袋停留所，全線31.3公里。在興建過程中曾因当别川水位上涨，部分路段暂停營運。
本軌道一開始是由居民协会營運，但由民間團體管理属于国家财产的簡易軌道並不合理。1953年年本軌道与北海道其他簡易軌道一樣改由各市町村管理，成為当别町營軌道 。
然而，1954年9月26日的洞爷丸台风破壞了這條沿着当别川且桥梁众多的简易軌道線，導致無法行駛， 1955年全线停止行駛 。
1956年当别町解除了简易軌道的管理委託協定，廢止了當別町營軌道。正式废止的年份則為1958年 。
在廢線跡上仍有殘存的桥墩和路基，在大袋站停留所所在地青山奥三番川，利用軌道的橋墩設置了人行道。2012年啟用的當別水壩使得一部分廢線跡遭到淹沒。

## 路线数据
- 路线距离：当别～大袋之间 31.348km
- 轨距：762mm

## 历史
- 1947年（昭和 22 年）：開工。
- 1949年6月：更名为当别町營軌道，通車路段為当别停留所與青山中央停留所之间，經營主體為当别町役场。
- 1949年（昭和24年）9月：成立運行組合，成為經營主體。
- 1950年（昭和25年）：路線由青山中央停留所延伸到花田前停留所。
- 1952年（昭和27年）：路線由花田前停留所延伸到大袋停留所。
- 1953年10月：农林省与当别町签署管理委託協定。
- 1954年9月26日：因洞爷丸颱風，受災嚴重而停駛。
- 1955年（昭和 30 年）：全线無法營運。
- 1956年3月31日：决定停駛，終止管理委託協定。
- 1958年（昭和33年）：正式廢止。

## 运行
根据1951年（昭和26年）4月20日修订的时刻表： 
下行
| 当别  | 六轩町 | 茂平泽桥 | 弁華别 | 砂利揚场 | 青山桥 | 共有地 | 中山之澤 | 沼之泽 | 青山中央 |
| 7:55  | 8:04   | 8:13     | 8:21   | 8:28     | 8:36   | 8:49   | 8:58     | 9:17   | 9:30     |
| 14:00 | 14:09  | 14:18    | 14:26  | 14:33    | 14:41  | 14:54  | 15:03    | 15:22  | 15:37    |
| 17:40 | 17:49  | 17:58    | 18:06  | 18:13    | 18:21  | 18:34  | 18:43    | 19:02  | 19:17    |

上行
| 青山中央 | 沼之泽 | 中山之澤 | 共有地 | 青山桥 | 砂利揚场 | 弁華别 | 茂平泽桥 | 六轩町 | 当别  |
| 6:00     | 6:16   | 6:35     | 6:44   | 6:57   | 7:05     | 7:12   | 7:20     | 7:29   | 7:37  |
| 10:40    | 10:54  | 11:13    | 11:22  | 11:35  | 11:43    | 11:50  | 11:58    | 12:07  | 12:15 |
| 16:00    | 16:14  | 16:33    | 16:42  | 16:55  | 17:03    | 17:10  | 17:18    | 17:27  | 17:35 |

## 车站列表
- 巴士站：当别 - 六軒町 - 茂平泽桥 - 弁華别 - 砂利揚场 - 青山桥 - 共有地 - 中山之泽 - 沼之泽 - 青山中央 - 六號 - 一番川 - 花田前 - 吉田前 - 大袋

### 连线
当别停留所： 國鐵札沼線（石狩当别站）

## 车辆
机车
6吨汽油机车1台、7吨汽油机车1台、柴油机车1台
客車
2辆鐵製转向架车、1辆木造车
行李车
2辆木造车
货车
30辆木造車、20辆4吨敞车、20辆2吨敞车
- 一辆机车和两辆客车转移至問寒別线。

## 脚注
1. 1 2 3 4 5 6 7 8  宮脇俊三 (编).  8 1. JTB. 2001-08-01: 59–61.
2. ↑  当別町 140年特別企画 第5話 青山の今昔物語PDF